# Ben Feldman
Ben Feldman (Washington, D.C., 27 de maio de 1980) é um ator norte-americano, conhecido por interpretar Michael Ginsberg em Mad Men, Fred em Drop Dead Diva e Jonah Simms na comédia Superstore. Já participou de séries como NUMB3RS, Silicon Valley, The New Adventures of Old Christine e Medium.

## Biografia e carreira
Nascido em Washington, Feldman viveu em Potomac, Maryland, crescendo numa família judaica. Seu pai, Robert, é um executivo de uma agência de publicidade.. É sobrinho da chef e apresentadora de programas de culinária Susan Feniger.
Ele se envolveu no teatro pela primeira vez aos seis anos de idade, na Winston Churchill High School, em Potomac, Maryland, quando foi convencido pelo conselheiro da escola a fazer parte de uma versão do musical Annie. Mais tarde, Feldman frequentou o Ithaca College, em Nova Iorque, onde se formou bacharel em artes cênicas. Depois de formado, atuou na Broadway, onde participou do elenco de The Graduate, com Alicia Silverstone e Kathleen Turner. Eventualmente, se mudou para Los Angeles para atuar no cinema e na televisão. No cinema, viveu um personagem principal em The Perfect Man, com Hillary Duff, e atuou em filmes como Cloverfield e Friday the 13th.
Na televisão, viveu o filho de Fran Reeves em Living With Fran. spin-off da série The Nanny, e participou do elenco fixo de comédias como Drop Dead Diva e Silicon Valley. Protagonizou A to Z, ao lado de Kristin Milioti. Em Mad Men, drama de época da AMC, viveu Michael Ginsberg, o primeiro redator judeu da agência de publicidade fictícia onde a trama se passa. A série venceu o prêmio Emmy de 2010 de Melhor Elenco de uma Série Dramática.
Ele atualmente vive em Los Angeles, Califórnia, com a esposa, Michelle Mulitz e o filho, Charlie (nascido em 2017), e é co-proprietário de uma marca de vinhos chamada Angelica Cellars.. Em novembro de 2018, anunciou estar à espera de mais uma criança, desta vez uma menina.

## Filmografia
| Filmes    | Filmes                              | Filmes                          | Filmes | Filmes |
| Ano       | Filme                               | Papel                           |        |        |
| --------- | ----------------------------------- | ------------------------------- | ------ | ------ |
| 2003      | Frozen Impact                       | Paramédico                      |        |        |
| 2005      | The Perfect Man                     | Adam                            |        |        |
| 2006      | When Do We Eat?                     | Zeke                            |        |        |
| 2008      | Cloverfield                         | Travis                          |        |        |
| 2008      | Extreme Movie                       | Len                             |        |        |
| 2009      | Friday the 13th                     | Richie                          |        |        |
| 2014      | As Above, So Below                  | George                          |        |        |
| Televisão |                                     |                                 |        |        |
| Ano       | Título                              | Papel                           |        |        |
| 2003      | Less than Perfect                   | Nicholas                        |        |        |
| 2003      | The Mayor                           | Jake Winterhalter               |        |        |
| 2005–2006 | Living With Fran                    | Josh Reeves                     |        |        |
| 2007      | Them                                | Floyd Grunwald                  |        |        |
| 2007      | Numb3rs                             | Seth Marlowe                    |        |        |
| 2008      | Las Vegas                           | Herbert                         |        |        |
| 2008      | The New Adventures of Old Christine | Timmy                           |        |        |
| 2009      | See Kate Run                        | Dan Carver                      |        |        |
| 2009      | Medium                              | Justin Lydecker                 |        |        |
| 2009      | Can Openers                         | Mike                            |        |        |
| 2009      | CSI: Crime Scene Investigation      | Jason Devereaux                 |        |        |
| 2009–2014 | Drop Dead Diva                      | Fred                            |        |        |
| 2011      | Love Bites                          | Sam                             |        |        |
| 2012–2014 | Mad Men                             | Michael Ginsberg                |        |        |
| 2014      | A to Z                              | Andrew Lofland                  |        |        |
| 2014      | Silicon Valley                      | Ron LaFlamme[carece de fontes?] |        |        |
| 2015–2021 | Superstore                          | Jonah                           |        |        |